# Затерянные миры
Затерянные миры (от англ. lost world — «затерянный мир») — поджанр фантастической и приключенческой литературы, произведения которого включают в себя сюжет или мотив с открытием потерянных и забытых, или новых, неизвестных ранее миров, стран, земель, каким-то образом укрытых от остального мира.
Сформировался в конце XIX века — начале XX века из поздне-викторианского колониального романа в годы активного становления фантастического жанра и литературы «pulp fiction». Был особенно популярен в то время, и развивался примерно до 1940-х годов, после чего произошло его постепенное угасание (хотя отдельные образцы произведений периодически появлялись и после), а неспадающий спрос аудитории частично компенсировался переходом данной тематики в кинематограф. Среди родоначальников и классиков жанра — Артур Конан Дойль, Генри Райдер Хаггард, Эдгар Райс Берроуз, Абрахам Меррит.
Одной из главных разновидностей поджанра является т. н. мотив «затерянных» или «утраченных рас» (от англ. lost race — «затерянная раса»), иногда выделяемый и в самостоятельный родственный поджанр. Одной из его отличительных особенностей, или скорее обязательным условием, является наличие в найденном затерянном мире своей микроцивилизации — разумной или полуразумной человеческой расы (или иного разумного биологического вида), или отдельных её представителей.
К жанру часто близки, или непосредственно относятся, произведения, основанные на теориях о «полой Земле», повествующие об обнаружении реликтов прошлых эпох, а также некоторые произведения о древних, исчезнувших, мифических или вымышленных цивилизациях, континентах и землях, таких как Атлантида, Лемурия, Му и другие.

## Фильмы и телевидение
- «Земля Санникова» — художественный фильм, снятый режиссёрами А. Мкртчяном и Л. Поповым по мотивам книги В. А. Обручева. СССР, 1973 год.
- «Земля, позабытая временем» (1975) — экранизация романа Э. Р. Берроуза.
- фильмы о Кинг-Конге, в частности — 1933, 1976, 2005 годов.
- многочисленные экранизации романа Артура Конан Дойля «Затерянный мир».
- многочисленные экранизации романов Генри Райдера Хаггарда, в частности — романов «Копи царя Соломона» (1985, 2004) и «Она» (1965, 2001).